# Бачуров Юрій Кузьмович
Бачуров Юрій Кузьмович (14 жовтня 1933) — російський академічний веслувальник.
Бронзовий призер Олімпійських Ігор 1960 року в складі розпашної четвірки без стернового.